# Juan Martín Queralt
Juan Bautista Martín Queralt, né en 1945 à Valence, est un fiscaliste et universitaire espagnol, professeur des universités de Murcie et de Valence.
Auteur de nombreux ouvrages sur le droit fiscal et financier, il a également développé son expertise en travaillant comme avocat, souvent en collaboration avec le secteur public.

## Biographie

### Famille
Il naît le 26 septembre 1945 à Valence. Il est fils de Valero Martín et Herminia Queralt. Il est marié avec María Luz Guerra Sesto, avec qui il a deux enfants (María et Juan).

### Formation
Il réalise son éducation primaire dans les écoles paroissiales de l'Église de Saint Augustin (es) de Valence.
Ensuite, il est pendant un an à l'école municipale d'orientation (Escuela Municipal de Orientación y Aprovechamiento). Sous la direction de José Zaragozá, fonctionnaire municipal de Valence, il y développe une expérience pilote à destination d'enfants surdoués, sélectionnés dans les écoles municipales de la ville. À la fin de cette année, il obtient une bourse pour étudier le baccalauréat au collège des PP. dominicains de Valence (actuel Collège Saint Vincent Ferrier).
En 1969, il obtient une licence en droit à l'université de Valence avec « prix extraordinaire » (Premio extraordinario de Licenciatura).
En 1971, il intègre le Collège royal d'Espagne (es) de Bologne (Italie). L'année suivante il devient docteur en droit à l'université de Bologne avec une thèse intitulée Regime giuridico-finanziario dei C. D. enti instituzionali, réalisée sous la direction de Renato Alessi.

### Carrière académique
En 1970, il est professeur assistant en Économie et Finance (Economía y Hacienda) de la faculté de droit de l'université de Valence.
En 1975, il est professeur assistant en Droit financier et fiscal de la même université. 
Le 21 avril 1976, il est nommé professeur agrégé de Droit financier et fiscal («Derecho financiero y tributario») de l'université de Murcie, faculté dont il est le doyen en 1980 et 1981.
Le 18 mai 1981, il accède par concours au grade de catedrático (équivalent de « professeur des universités ») de Droit financier et fiscal de la faculté de droit de l'université de Valence,.
Il enseigne ensuite à l'École européenne des hautes études fiscales de Bologne.
En 1990-1991, il fonde et dirige le mastère en conseil fiscal (Asesoría Fiscal) à l'Institut d'études fiscales (es) de l'université de Valence.
Il donne des conférences dans de nombreuses institutions publiques et privées, en Espagne comme à l'étranger, spécialement en Ibéro-Amérique et en Italie.
En 2013 il devient docteur honoris causa de l'université Jaume I de Castellón.

### Autres activités
Il a exercé comme avocat aux parquets de Valence et de Madrid.
le 12 juillet 1975, il est l'un des 93 universitaires signataires de la tribune publiée par Las Provincias en défense des « 10 d'Alaquàs », militants pour la démocratie et l'autonomie régionale interpelés par les autorités franquistes et poursuivis en justice pour « association illicite ». 
Entre 1982 et 1985, il est directeur général des impôts de la Généralité valencienne.
En 1997, il est membre du Conseil pour la défense du contributeur au ministère des Finances.
Il a également été membre de la Commission pour la compétitivité industrielle du ministère de l'Industrie et de l'Énergie, président de la Commission d'experts créée par la Conseil de la Généralité valencienne pour la réforme tributaire de la Communauté valencienne.
Entre 1994 et 2014, il est conseiller de plusieurs branche assurance de Mapfre et membre de son comité de direction.
Il a été directeur des revues Palau 14. Revista Valenciana de Hacienda Pública, Revista Iberoamericana de Estudios Tributarios, Revista “Tribuna Fiscal et Carta Tributaria. Revista de Opinión.
Il est membre du Conseil consultatif de la maison d'édition Tecnos et de la revue Crónica Tributaria.
Il est membre du Conseil de rédaction de la maison d'édition Thomson Aranzadi et des revues Nueva Fiscalidad, Revista de Derecho Financiero, Revista Técnica Tributaria, Civitas.Revista Española de Derecho Financiero.
Depuis 2004, il est membre du Conseil scientifique du doctorat en droit fiscal européen de l'université de Bologne.
Depuis 2006, il est membre du Conseil scientifique de l'École européenne des hautes études fiscales de l'université de Bologne et, depuis 2009, du Conseil de direction de sa revue en ligne Studi Tributari Europei.
Il est membre de l'Association fiscale internationale, de l'Association espagnole de conseillers fiscaux et de l'Association espagnole de professeurs de Droit financier et fiscal.
Il est membre permanent de l'Académie royale de jurisprudence et de législation de Valence,.
Il a été premier président du Centro de Defensa para la Defensa del Colegio de Abogados de Valencia,.

## Récompenses
- Médaille d'or des parquets de Murcie et de Valence[1] ;
- Médaille du mérite au service du corps des avocats valenciens[1].

## Principales œuvres
- Curso de Derecho Financiero y Tributario (en collaboration avec José Manuel Tejerizo et Carmelo Lozano Serrano, Madrid, Tecnos, 33 éditions)[1].
- Derecho Tributario (Thomson Reuters Aranzadi (en), 26 éditions)[1].
- Manual de Derecho Tributario (directeur, en collaboration avec José Manuel Tejerizo, 19 éditions)[1].